# Real Salt Lake
Real Salt Lake je fotbalový klub z USA, hrající severoamerickou soutěž Major League Soccer (MLS). Byl založen v roce 2004, v MLS působí od sezony 2005.

## Úspěchy
- 1x MLS Cup: (2009)
- 4x Rocky Mountain Cup: (2007, 2008, 2009, 2010)
- 1x Carolina Challenge Cup: (2009)